# Виноградовка (Червенский район)
Виноградовка (бел. Вiнаградаўка) — деревня в Червенском районе Минской области. Входит в состав Рованичского сельсовета.

## Географическое положение
Находится примерно в 34 километрах к северо-востоку от райцентра, в 82 км от Минска.

## История
Ранее населённый пункт был известен как имение Слотвин, принадлежавшее роду Слотвинских. На территории имения располагался двухэтажный панский дом, рядом были коровник и бараки панских работников. Через имение проходила дорога, среди местных называемая «панский тракт» («панский шлях»). Слотвинские переселяли в имение работников из принадлежавших им Рованичей и Хутора. Во второй половине XIX века имение входило в состав Беличанской волости Игуменского уезда Минской губернии. На 1908 год насчитывало 6 дворов и 145 жителей. Недалеко располагалось одноименное урочище, где было 3 двора, 31 житель. На 1917 год в имении был 1 двор, где жили 124 человека (55 мужчин и 69 женщин), из них 75 — белорусы, 49 — поляки.
Собственно посёлок Виноградовка был основан на свободных землях в 1922 году к востоку от бывшего фольварка Слотвин. По словам старожилов, в окрестностях деревни было несколько хуторов, в частности, Балковский, Малофеевский и другие, названные по фамилии живших там крестьян. Название Виноградовка дано в честь землемера Виноградова, занимавшегося разделом земли для переселенцев с хуторов. 20 августа 1924 года населённый пункт вошёл в состав вновь образованного Рованичского сельсовета Червенского района (с 20 февраля 1938 — Минской области. Согласно Переписи населения СССР 1926 года здесь было 25 дворов, проживали 152 человека, вблизи располагался одноимённый[уточнить] застенок в 8 дворов, где насчитывалось 56 жителей. В 1930 году в Виноградовке был организован колхоз «Красный Пахарь», на 1932 год в него входили 16 дворов. Немцы оккупировали деревню в начале июля 1941 года, 5 её жителей погибли на фронте. Освобождена в начале июля 1944 года. На 1960 год 144 жителя. В 1966 году в состав Виноградовки вошли расположенные вблизи неё деревни Черняк (Черневка) и Ефимовка. В Виноградовке работали школа и фельдшерско-акушерский пункт. После того, как школу закрыли, фельдшерско-акушерский пункт был перенесён туда, а старый ФАП стал жилым домом. В 1980-е деревня относилась к совхозу «Краснодарский». По итогам переписи населения Белоруссии 1997 года в деревне насчитывалось 60 домов и 124 жителя, тогда здесь функционировала животноводческая ферма, был магазин.

## Население
- 1897 —
- 1908 — 9 дворов, 176 жителей (имение + урочище)
- 1917 — 1 двор, 124 жителя
- 1926 — 25 дворов, 152 жителя
- 1960 — 144 жителя
- 1997 — 60 дворов, 124 жителя
- 2013 — 32 двора, 67 жителей

## Известные уроженцы
- Гуринович, Анатолий Емельянович — советский дипломат.

## Известные жители
- Балковский, Константин Николаевич — народный мастер-резчик по дереву, изготовитель деревянных скульптур[5]